# Gârbova de Sus
Gârbova de Sus (en húngaro: Felsőorbó) es un pueblo del municipio de Aiud, en el transilvano distrito de Alba de Rumanía. Tenía 245 habitantes en 2011.

## Geografía
Se encuentra en el valle superior del Gârbova, afluente del Mureș.

## Historia
El nombre de Orbó se menciona por primera vez en una carta de 1505 como Felsöorbo, Oláhorbo. Nombres posteriores: Felsö-Girbo en 1733, Felsö-Gerbo en 1750, Girbo en 1805, Orbó (Felsö) en 1808, Orbau, Girbová de Sus en 1861, Felsö-Orbó en 1888, Felsö Orbó en 1888 (Girbova din susus), 1913 Felsőorbó.
Antes del Tratado de Trianón, pertenecía al distrito de Nagyenyedi del condado de Alsó-Fehér. En 1910, de 831 habitantes, 824 eran rumanos y 7 húngaros. De estos, 805 eran ortodoxos rumanos y 19 católicos griegos.

## Patrimonio

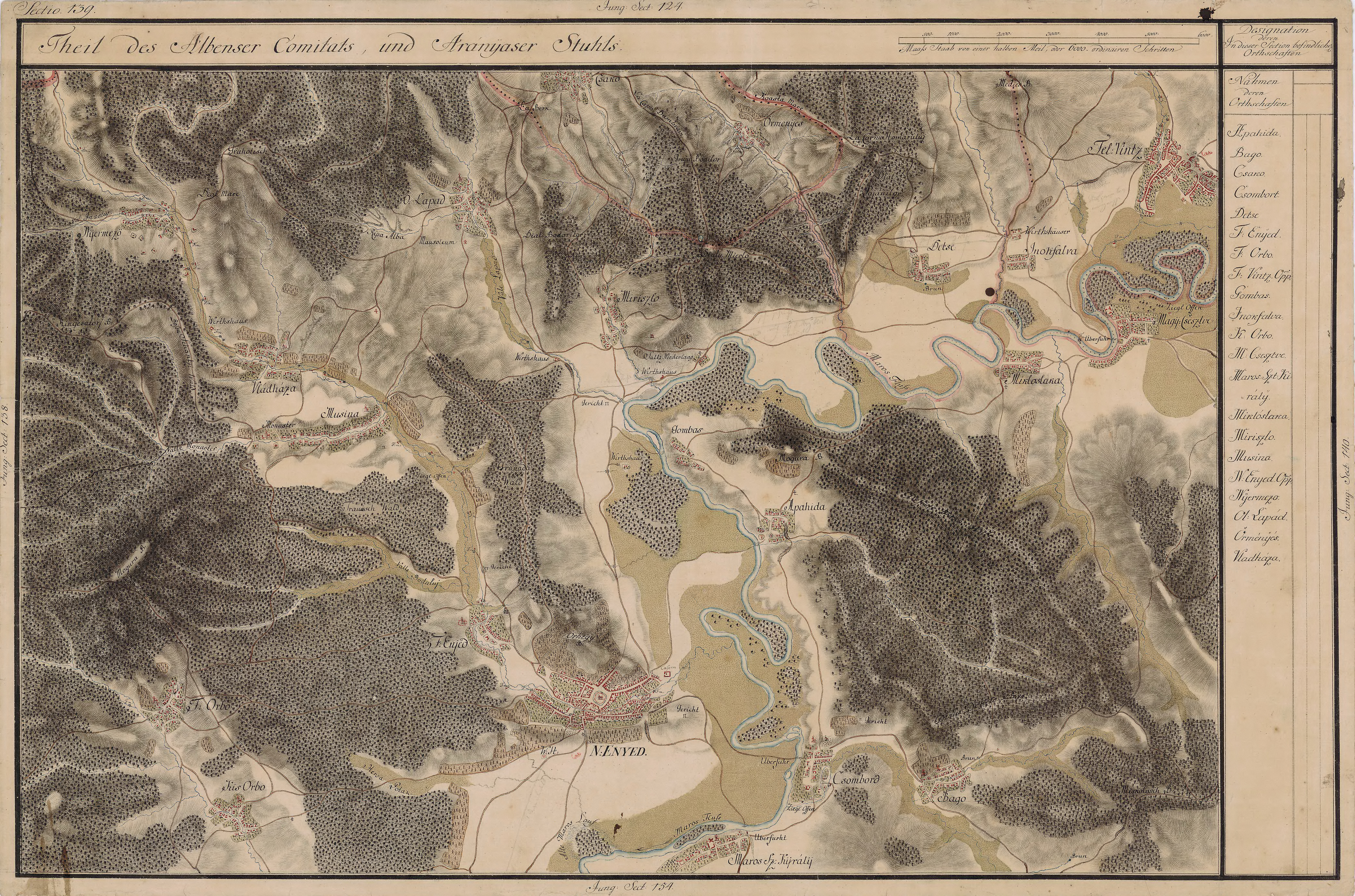
Josephinische Landaufnahme (1769-1773), en el que aparece F. Orbo.

- Trescientos metros al oeste del pueblo, en el cementerio viejo hay ruinas de una iglesia de entre siglo XIV y el XV. Figura en la lista de monumentos de Rumanía con el número AB-II-m-B-00226.[5]
- Reserva natural Pârâul Bobii (1,5 ha).